# Cosmoscarta zonata
Cosmoscarta zonata är en insektsart som beskrevs av Butler 1874. Cosmoscarta zonata ingår i släktet Cosmoscarta och familjen spottstritar. Inga underarter finns listade i Catalogue of Life.